# Tomaž Šalamun
Tomaž Šalamun (Zagreb, 4 de juliol de 1941 − Ljubljana, 27 de desembre de 2014) va ser un destacat poeta eslovè, renovador de la poesia eslovena contemporània i de renom internacional.

## Biografia
Tomaž Šalamun va néixer en el si d'una família educada. El seu pare, Branko Šalamun, era un reconegut pediatre, la seva mare Dagmar historiadora de l'art i bibliotecària, la seva germana Katarina historiadora de literatura i intèrpret, el seu germà Andraž és pintor i la seva germana menor Jelka és professora de biologia. La família aviat va canviar la capital de Croàcia, Zagreb, per Ljubljana, Eslovènia. Després de passar vuit anys a la capital, la família es va traslladar a Koper, Eslovènia on el poeta va cursar els seus estudis de secundària. A Ljubljana va estudiar Història i Història de l'Art en la Facultat de Filosofia i Lletres. Van ser els seus pares els qui li van aconsellar estudiar a la capital. A la facultat va conèixer a Braco Rotar, amb qui es van fer amics. Durant els seus estudis es va vincular al grup artístic OHO juntament amb el seu germà Andraž Šalamun.
L'any 1969 va obtenir el seu primer treball com a conservador del Museu de l'Art Modern (Moderna galerija). La seva carrera va començar a desenvolupar-se el 1970, quan el Museu d'Art Modern de Nova York, el MoMA, el va convidar com a membre del grup OHO. En 1971 es va convertir en assistent de l'Acadèmia d'Art Plàstic (Akademija za likovno umetnost) de Ljubljana. El mateix any va rebre una invitació de la Universitat d'Iowa. Més endavant, seria també professor a Koper. Va passar molt de temps als Estats Units com a convidat a diverses institucions de Nou Hampshire i va realitzar gires per tots els Estats Units.
Va estar casat amb la pintora eslovena Metka Krašovec.

## Obra poètica
- Poker (1966)
- Namen pelerine (1968)
- Romanje za Maruško (1971)
- Bela Itaka (1972)
- Amerika (1972)
- Arena (1973)
- Sokol (1974)
- Imre (1975)
- Druidi (1975)
- Turbine (1975)
- Praznik (1976)
- Zvezde (1977)
- Metoda angela (1978)
- Po sledeh divjadi (1979)
- Zgodovina svetlobe je oranžna (1979)
- Maske (1980)
- Balada za Metko Krašovec (1981)
- Analogija svetlobe (1982)
- Glas (1983)
- Sonet o mleku (1984)
- Soy realidad (1985)
- Ljubljanska pomlad (1986)
- Mera časa (1987)
- Živa rana, živi sok (1988)
- Otrok in jelen (1990)
- Glagoli sonca (1993)
- Ambra (1995)
- Črni labod (1997)
- Knjiga za mojega brata (1997)
- Morje (1999)
- Gozd in kelihi (2000)
- Table (2002)
- Od tam (2003)
- Kaj je kaj (2005)
- Sončni voz (2005)
- Sinji stolp (2007)
- Narobe svet je tudi svet (2010)
- Letni čas(2010)
- Opera buffa (2011)
- Kdaj (2011)
- Dojenčki (2014)
- Orgije (2015) ISBN 978-961-284-044-0
- Ta, ki dviga tačko, spi (2015) ISBN 978-961-6952-45-3